# クリスティン・シルベライセン
クリスティン・シルベライセン（ドイツ語: Kristin Silbereisen、1985年3月14日 - ）は、ドイツの卓球選手。現在ドイツのTTCベルリン・イーストサイドに所属している。メディアなどでは、姓は英語読みのシルバーアイゼンと表されることがある。

## 経歴
シルベライセンは7歳の時に卓球を始めた。ジュニアで出場したヨーロッパ卓球ユース選手権で、団体での金メダルを3度獲得している。
シルベライセンがシニアになって初の試合は2004年10月12日の対イタリア戦である。それ以降、孫禎琦とダブルスを組み出場したヨーロッパ卓球選手権の2009年シュトゥットガルト大会で銅メダルを獲得、ドイツ・女子団体で出場した2007年ベオグラード大会と2012年ヘアニング大会でも銅メダルを獲得した。また、第50回世界卓球選手権団体戦ではドイツ・女子団体で出場し銅メダルを獲得した。
また、ドイツ選手権では2005年にクリスティアン・ズースとペアを組んだ混合ダブルスで優勝、2010年に女子シングルスで優勝している。
2011年5月には、ロンドンオリンピック出場の予選を通過した。

## 成績

### 世界選手権
- 第50回世界卓球選手権団体戦3位

### ヨーロッパ選手権
- 2007年ベオグラード大会女子団体3位
- 2009年シュトゥットガルト大会女子ダブルス3位
- 2012年ヘアニング大会女子団体3位

### ドイツ選手権
- 2003年混合ダブルス2位 (組：オリバー・アルケ)
- 2005年混合ダブルス1位 (組：クリスティアン・ズース)
- 2006年女子ダブルス2位 (組：エルケ・シャル（英語版）)
- 2007年女子ダブルス2位 (組：イレーネ・イヴァンカン)
- 2009年女子ダブルス1位 (組：孫禎琦)
- 2010年女子シングルス1位